# Hrob Jana Zajíce
Náhrobek Jana Zajíce se nachází na městském hřbitově ve Vítkově. Památkově chráněn je od 2. listopadu 2015 a 23. listopadu 2019 byl prohlášen za národní kulturní památku.

## Historie
Hrobové místo je vymezeno pískovcovým obrubníkem. Náhrobek vytvořil Olbram Zoubek a tvoří ho pískovcová hrobka v podobě sarkofágu, která stojí na čtyřech bronzových koulích. Na hrobce leží olověná deska s reliéfem lidského těla s tváří s portrétními rysy Jana Zajíce. Na čelní stěně sarkofágu je v nízkém reliéfu ve třech řádcích vytesáno jméno Jana Zajíce a data jeho narození a úmrtí. Na protilehlé stěně se nachází motiv rovnoramenného kříže. Z rozhodnutí tehdejšího režimu nesměl hrob dokončit, protože reliéf byl příliš provokativní a koule, na kterých sarkofág stojí, prý byly metaforou trestaneckých koulí a značily nestabilitu vlády.
Vítkovský hřbitov byl až do roku 1989 hlídala Státní bezpečnost. Přesto byl Zajícův hrob navštěvován jako projev tiché demonstrace v den jeho upálení a ve výročí okupace.
„V den tragického výročí Vítkov obvykle obklíčili uniformovaní příslušníci Bezpečnosti a tajní z StB. Někdy uzávěru silnic kolem městečka prováděli dokonce i vojáci, a všem kontrolovali doklady. Na hřbitově měla StB i kamery a kdo tam přišel, toho natáčeli. Každého, kdo nebydlel ve Vítkově, v těchto dnech vraceli přímo z nádraží zpátky do vlaku. Někteří lidé se ale stejně na hřbitov vždy nějak dostali a na Jendově hrobě se pokaždé objevily květiny. Proto měla jedna soudružka z městského výboru KSČ zvláštní úkol. Jezdila na hřbitov s dětským kočárkem bez dítěte, ve kterém ty kytky nenápadně odvážela pryč.“ – v jednom rozhovoru vzpomínal Janův bratr Jaroslav

Nynější podobu náhrobku Jana Zajíce bylo možno realizovat až po roce 1989, neboť až po tomto roce mohla být veřejnosti představena všechna Zoubkova díla. Když bylo 25. února 1990 symbolicky přejmenováno z původního „náměstí Rudé armády“ ve Vítkově na „náměstí Jana Zajíce“, které bylo iniciováno místním Občanským fórem, odebralo se poté několik tisíc lidí na hřbitov, kde byl odhalen čerstvě dokončený náhrobek od Olbrama Zoubka dle původního návrhu.